# Seznam starostů obce Metylovice
Seznam starostů obce Metylovice a předsedů MNV Metylovice.

## Starostové před 2. světovou válkou
1. Ondřej Bílek
2. Vavřín Michalec
3. Mužný
4. Žídek
5. Josef Bílek
6. Josef Svoboda
7. Václav Kulhánek
8. Josef Svoboda
9. František Kuhejda (1879–1902)
10. Jan Závodný (1902–1909)
11. Jan Kuhejda (1909–1915)
12. Jan Závodný (1915–1919)
13. Miloslav Dvořáček (ČSDSD, 1919–1921)
14. Jan Kuhejda (1921–1923)
15. František Svoboda (ČSL, 1923–1928)
16. František Žídek (1928–?)
17. Židek

## Předsedové MNV
1. Ondřej Lepík (do 1948)
2. František Šimek (1948–1951)
3. Bohumír Tomek (1951–1954)
4. Robert Židek (1954–1957)
5. František Svoboda (1957–1959)
6. Bohumír Karas (1959–1960)
7. Břetislav Bača (1960–1962)
8. Jaroslav Wozniak (1962–1963)
9. Bohumír Tomek (1963–1964)
10. František Trčka (1964–1975) - od 1.2.1975 obec integrována do Frýdlantu nad Ostravicí

## Starostové po obnovení samostatnosti obce (1. 7. 1990)
1. Ing. Otakar Bílek (předseda MNV, 1990)
- ustavující plenární zasedání Místního národního výboru 3.7.1990, místopředseda MNV Zdeněk Wiesner, tajemník MNV Jarmila Halamová
2. Ing. Tomáš Farný (OF, 1990–1994)
- komunální volby 24.11.1990, ustavující zastupitelstvo 8.12.1990, zástupce starosty Václav Šigut, samostatný odborný referent Ing. Pavel Spusta
3. Ing. Pavel Spusta (KDU-ČSL, 1994–2002)
- komunální volby 18.-19.11.1994, ustavující zastupitelstvo 25.11.1994, místostarosta Bedřich Halata
- komunální volby 13.-14.11.1998, ustavující zastupitelstvo 25.11.1998, místostarosta Bedřich Halata
4. Věra Petrová (KDU-ČL, 2002–2006)
- komunální volby 1.-2.11.2002, ustavující zastupitelstvo 15.11.2002, místostarosta Petr Kožuch do května 2004, od května 2004 místostarosta Lukáš Halata
5. Ing. Lukáš Halata (SNK Sdružení nezávislých, 2006–dodnes)
- komunální volby 20.-21.10.2006, ustavující zastupitelstvo 30.10.2006, místostarosta Milan Tomášek (rezignace 31.7.2009), 17.8.2009 zvolen místostarostou Jiří Liberda do funkce od 1.9.2009
- komunální volby 15.-16.10.2010, ustavující zastupitelstvo 10.11.2010, místostarosta Ing. Radomír Kulhánek
- komunální volby 10.-11.10.2014, ustavující zastupitelstvo 3.11.2014, místostarosta Ing. Radomír Kulhánek
- komunální volby 5.-6.10.2018, ustavující zastupitelstvo 29.10.2018, místostarosta Ing. Jan Koloničný, PhD.
- komunální volby 23.-24.9.2022, ustavující zastupitelstvo 18.10.2022, místostarosta Bc. David Hyšpler